# Federico Cornaro (Kardinal)

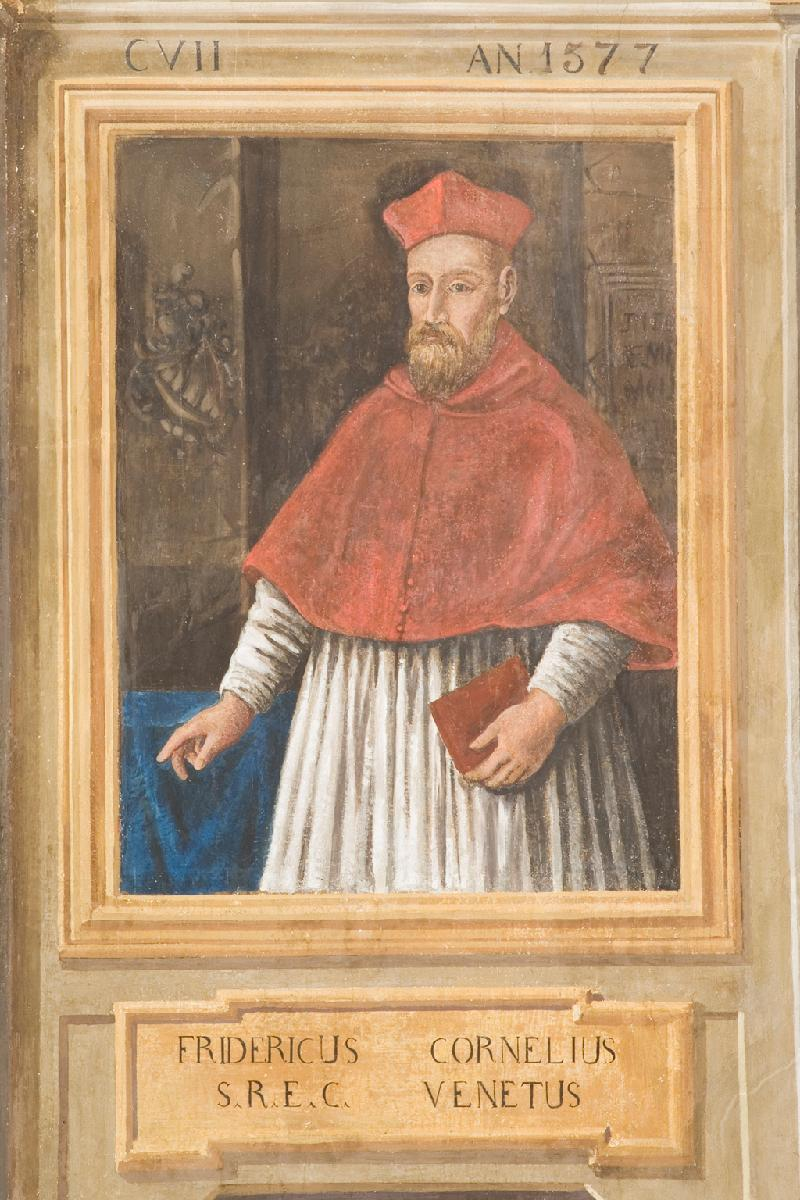
Federico Cornaro als Bischof von Padua (Palazzo Vescovile Padua)

Federico Cornaro, zur Unterscheidung von Federico Baldissera Bartolomeo Cornaro auch Federico Cornaro Senior (* 9. Juni 1531 in Venedig; † 4. Oktober 1590 in Rom), war ein italienischer römisch-katholischer Bischof und Kardinal.

## Leben

Kardinalswappen (modernes Schema)

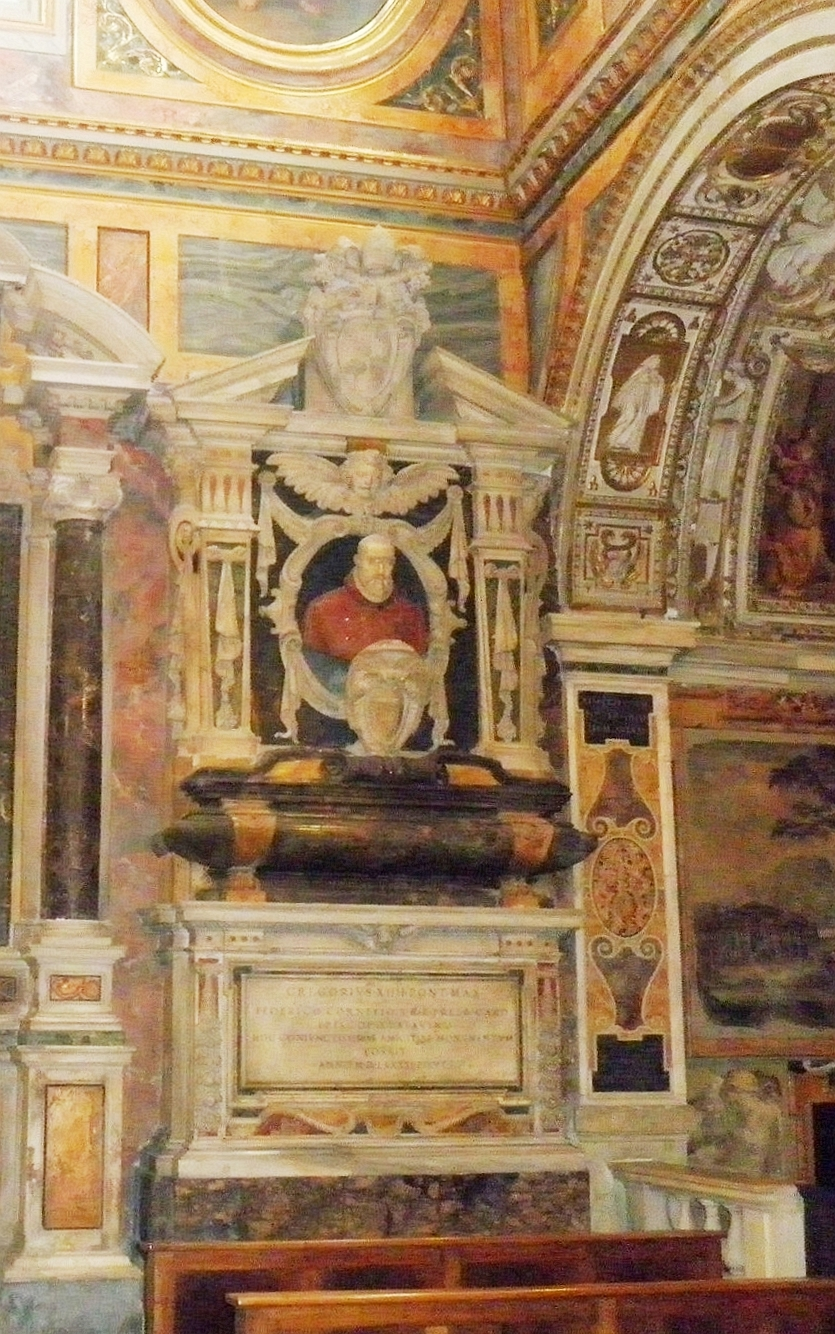
Epitaph des Kardinals Federico Cornaro in San Silvestro al Quirinale

Federico Cornaro entstammte der mächtigen venezianischen Patrizierfamilie Cornaro (venez. Cornèr). Er war Bischof von Trogir 1560–1561 und von Bergamo 1561–1577. Mit der Ernennung zum Bischof von Padua 1577 wurde er zugleich päpstlicher Nuntius für die Republik Venedig.
Federico Cornaro stand in der Tradition der Renaissance-Kirchenfürsten und des Cornaro-Nepotismus, nahm aber auch Reformimpulse des Konzils von Trient auf. In Padua gründete er das Priesterseminar und führte drei Diözesansynoden durch. Er nahm an vier Provinzialsynoden Karl Borromäus’ in Mailand teil.
Im Dezember 1585 erhob ihn Sixtus V. zum Kardinalat, worauf er 1586 als Kardinalpriester von Santo Stefano al Monte Celio installiert wurde. Kardinal Corner nahm am Konklave im September 1590 teil, das am 15. September Urban VII. wählte († 27. September 1590); drei Wochen später, vier Tage vor Beginn des neuen Konklaves, starb er in Rom.
Gregor XIV. ließ ihm in der römischen Kirche San Silvestro al Quirinale ein aufwendiges Grabmal des Bildhauers Mutius de Quartis und Melchiorre Cremona setzen.